# Kalašnjikov
(Goran Bregović, Kalašnjikov)
Kalašnjikov è un brano musicale composto da Goran Bregović e incluso nella colonna sonora del film Underground, di Emir Kusturica.
Il testo della canzone è di non facile interpretazione, e lo stesso Bregović non ne ha mai fornito una spiegazione. Contiene riferimenti al popolo Rom (Cigani), al noto fucile da guerra (il kalašnikov) e ad alcune piccole città della ex Jugoslavia, senza un apparente nesso logico. Inoltre esso mischia onomatopee, parole in lingua romaní e altre in serbocroato.
Il brano è tra i più popolari dell'artista bosniaco, e oltreché nella colonna sonora di Underground, è incluso in altri album di greatest hits di Bregović, tra cui Songbook del 2000 e Welcome to Goran Bregovic del 2009